# Rupert Weinstabl
Rupert Weinstabl (* 20. September 1911 in Leopoldsdorf (Gemeinde Reingers),  Niederösterreich; † 7. September 1953) war ein österreichischer Kanute, der 1936 zwei olympische Medaillen gewann. Ab 1938 startete er für Deutschland.

## Leben
Rupert Weinstabl war Polizist und startete für die Polizeisportvereinigung Wien. Bei den Kanuwettbewerben im Rahmen der Olympischen Spiele 1936 in Berlin trat er zusammen mit Karl Proisl im Zweier-Canadier an. Über 10.000 Meter belegten die beiden den dritten Platz hinter Václav Mottl und Zdeněk Škrland aus der Tschechoslowakei sowie Frank Saker und Harvey Charters aus Kanada. Tags darauf siegten über 1000 Meter Vladimír Syrovátka und Jan Brzák-Felix aus der Tschechoslowakei vor Proisl und Weinstabl, dahinter gewannen Saker und Charters Bronze.
Nach dem Anschluss Österreichs starteten Proisl und Weinstabl für Deutschland. Bei den Weltmeisterschaften 1938 in Vaxholm erkämpften die beiden über 10.000 Meter Silber hinter Bohuslav Karlík und Jan Brzák-Felix. Über 1000 Meter siegten Proisl und Weinstabl vor den Tschechoslowaken.
Bei Deutschen Meisterschaften siegten Proisl und Weinstabl von 1938 bis 1941 über 1000 Meter. Über 10.000 Meter gewannen Proisl und Weinstabl 1938, 1940 und 1941.

## Belege
1. ↑  Volker Kluge: Olympische Sommerspiele. Die Chronik I. Athen 1896 – Berlin 1936. Sportverlag Berlin, Berlin 1997, ISBN 3-328-00715-6. S. 861
2. ↑  Weltmeisterschaften über 10.000 Meter auf sport-komplett.de
3. ↑  Weltmeisterschaften über 1000 Meter auf sport-komplett.de
4. ↑  Deutsche Meister über 1000 Meter auf sport-komplett.de
5. ↑  Deutsche Meister über 10.000 Meter auf sport-komplett.de

| Personendaten    | Personendaten                    |
| ---------------- | -------------------------------- |
| NAME             | Weinstabl, Rupert                |
| KURZBESCHREIBUNG | österreichischer Kanute          |
| GEBURTSDATUM     | 20. September 1911               |
| GEBURTSORT       | Leopoldsdorf (Gemeinde Reingers) |
| STERBEDATUM      | 7. September 1953                |